# الکس هوروات
الکس هوروات (انگلیسی: Alex Horwath؛ زادهٔ ۲۷ مارس ۱۹۸۷) بازیکن فوتبال اهل ایالات متحده آمریکا است.
از باشگاه‌هایی که در آن بازی کرده‌است می‌توان به باشگاه فوتبال نیویورک رد بولز و باشگاه فوتبال بران اشاره کرد.
وی همچنین در تیم‌های ملی فوتبال United States men's national under-17 soccer team و ایالات متحده آمریکا بازی کرده‌است.